# Geir Gulliksen (Schriftsteller)

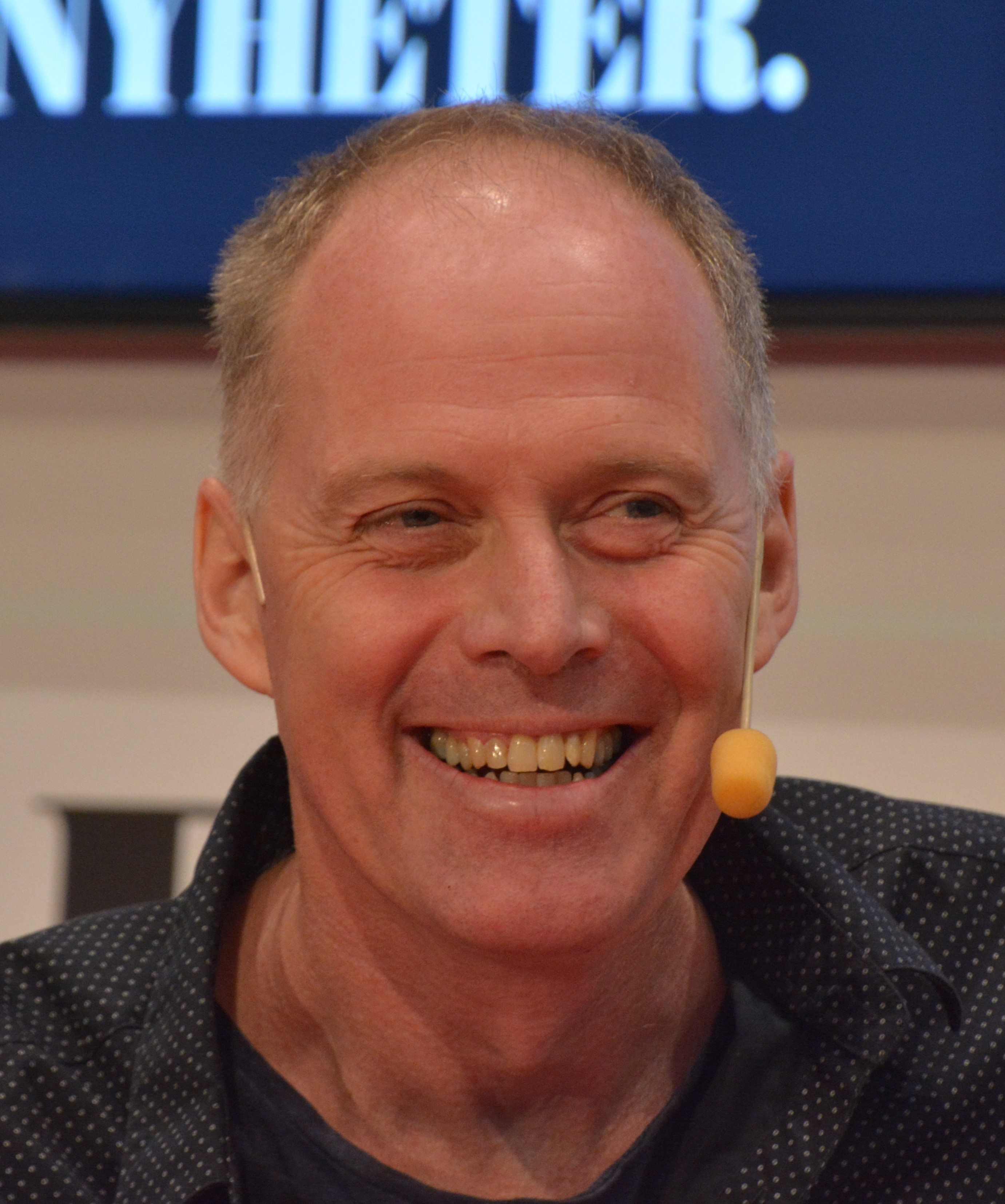
Geir Gulliksen, 2018

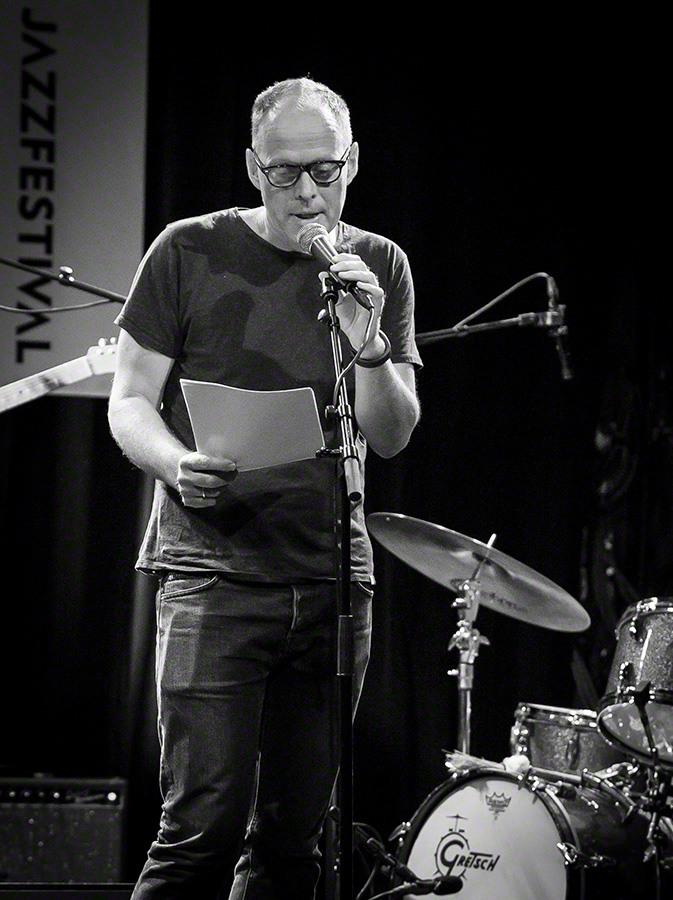
Geir Gulliksen auf dem Oslo Jazzfestival, 2016

Geir Gulliksen (* 13. Oktober 1963 in Kongsberg, Norwegen) ist ein norwegischer Autor und Verleger.

## Leben
Gulliksen ist mit der norwegischen Tänzerin Janne-Camilla Lyster verheiratet und hat mit ihr zwei Kinder. Drei weitere Kinder hat er aus zwei früheren Ehen.
1985 nahm Gulliksen an dem belletristischen Autorenstudium in Bø, früher auch als 'Autorenstudium der Hochschule Telemark' bezeichnet, teil. Er arbeitete als Verlagsredakteur beim Tiden Norsk Forlag. Seit 2000 ist er Chefredakteur des Forlaget Oktober. Als Herausgeber des Verlags zog er in den 1990er Jahren große Aufmerksamkeit auf sich, als er eine neue Generation norwegischer Schriftsteller rekrutierte, darunter Linn Ullmann, Karl Ove Knausgård, Tore Renberg, Kristine Næs und Lars Ramslie.
2005 wurde Gulliksens Gedicht Alt dette skal begynne en gang til ("All das fängt wieder an") aus der Sammlung Se på meg nå ("Schau mich jetzt an") von der Fachjury und den Zuhörern des Norwegischen Rundfunks NRK P2 zum "Besten Gedicht des Jahres" gekürt. 2008 erhielt Gulliksen den Aschehoug-Literaturpreis des gleichnamigen Aschehoug Verlags.

## Werke
- Mørkets munn – Roman (1986)
- Steder. På torget – Gedichte (1990)
- Lenkene flyter på vannet – Drama (1991)
- Monografi – Gedichte (1996)
- Virkelighet og andre Essays – Essays (1996)
- Om tyngde og letthet – Gedichte (1998)
- Voksne Gedichte – Gedichte (1999)
- Våkner om natten og vil noe annet – Roman (2001)
- Poetokrati – Essays (2003)
- Kanskje. Kanskje ikke, eller Pia er et spøkelse – Kinderbuch (2003) (mit Illustrationen von Bo Gaustad)
- In vivo – Roman (2004) (gemeinsam mit Håvard Syvertsen)
- Se på meg nå – Gedichte (2005)
- Hvis jeg må være meg – Gedichte 1995–2005 (2006)
- Hannu, Hannu – Jugendroman (2006)
- Et ansikt som minner om norsk politikk – Gedichte (2008)
- Tjuendedagen – Roman (2009)
- Forenkling – Roman (2010)
- Iben og forvandlingen – Bildband (2012)
- Bøyde knær – Roman (2012)
- En kropp – Dramatikk, aufgeführt am Dramatikkens Hus in Oslo (2012)
- Kan vi gjøre det igjen – Sammlung von Fallprosa und Essays, Aschehoug (2013)
- Ung trost klokken fem om morgenen i en brusende alm – Lyrik, Flamme (2014)
- Joel og lo – Kinderbuch, Aschehoug (2014)
- En kropp og Demoner 2014 –  Drama, Aschehoug (2014)
- Historie om et ekteskap –  Roman, Aschehoug (2015)
  - Geschichte einer Ehe. Luchterhand, München 2019, ISBN 978-3-630-87605-4.
- Se på oss nå – Roman, Aschehoug (2018)
- Hjemlandet og andre fortellinger (herausgegeben mit Mette-Marit Kronprinzessin von Norwegen) – Anthologie, Aschehoug (2019)

| Personendaten    | Personendaten                   |
| ---------------- | ------------------------------- |
| NAME             | Gulliksen, Geir                 |
| KURZBESCHREIBUNG | norwegischer Autor und Verleger |
| GEBURTSDATUM     | 13. Oktober 1963                |
| GEBURTSORT       | Kongsberg, Norwegen             |